# Équipe du Chili masculine de handball
Maillots
Dernière mise à jour : 19 janvier 2023.
L'équipe du Chili masculine de handball représente la fédération chilienne de handball lors des compétitions internationales, notamment aux Championnats du monde et aux  Championnats panaméricains.
Depuis les années 2010, cette formation fait partie des meilleures nations américaines avec le Brésil et l'Argentine. Depuis  2011, elle a ainsi participé aux cinq dernières éditions du Championnat du monde.

## Palmarès
Jeux panaméricains
- 2019
- 2011, 2015 et 2023

Championnats panaméricains
- 2016
- 2010, 2012 , 2014, 2018

### Parcours détaillé
| Jeux olympiques Aucune qualification. Championnats du monde - 1938 à 2009 : non qualifié - 2011 : 22e place - 2013 : 23e place - 2015 : 23e place - 2017 : 21e place - 2019 : 16e place - 2021 : 27e place - 2023 : 26e place Jeux panaméricains - 1987 à 1999 : non qualifié - 2003 : 5e place - 2007 : 5e place - 2011 : 3e place - 2015 : 3e place - 2019 : Vice-champion - 2023 : 3e place | Championnats panaméricains - 1979 : non qualifié - 1981 : 7e place - 1983 à 2000 : non qualifié - 2002 : 5e place - 2004 : 4e place - 2006 : 6e place - 2008 : 4e place - 2010 : 3e place - 2012 : 3e place - 2014 : 3e place - 2016 : Vice-champion - 2018 : 3e place Parcours au championnat d'Amérique du Sud et centrale - 2020 : 4e place - 2022 : 3e place |

## Effectif

### Effectif actuel
Les 16 joueurs sélectionnés pour disputer le Mondial 2023 sont :

## Personnalités liées à la sélection
- Felipe Barrientos, gardien de but
- Emil Feuchtmann, demi-centre/arrière gauche
- Erwin Feuchtmann, demi-centre/arrière gauche
- Harald Feuchtmann, ailier gauche
- Mateo Garralda, sélectionneur (espagnol)
- Marco Oneto, pivot
- Rodrigo Salinas Muñoz, arrière droit